# Flavia agraria
Flavia Agraria va ser una llei de l'antiga Roma, del grup de les lleis agràries, presentada l'any 60 aC, que determinava la distribució de terres en favor dels soldats veterans de Gneu Pompeu Magne. Eren cònsols Luci Afrani i Quint Cecili Metel Celer.
La va proposar el tribú de la plebs Luci Flavi que va haver d'empresonar al cònsol Quint Cecili Metel Celer per superar l'oposició que aquest cònsol feia a la llei, segons diuen Ciceró i Dió Cassi. La llei repartia entre el poble i especialment entre els veterans de Pompeu les terres que el senat havia venut als rics terratinents, als que se'ls tornaven els diners o se'ls donava un altre terreny similar que l'estat compraria amb els diners que reportaria en els següents cinc anys la vectigàlia sobre les terres repartides.